# Lieneke Frerichs
Lieneke Frerichs (1944, Beverwijk) is een Nederlandse neerlandica. Zij is tekstbezorger van het werk van Nescio en de schrijfster van diens lovend ontvangen biografie.

## Biografie
Na het gymnasium in Velsen studeerde Frerichs Neerlandistiek, een studie die zij in 1977 afrondde. Ze was hoofdredacteur van het verzameld werk van Karel van het Reve en van de brieven van Herman Gorter. Zij was tien jaar beleidsmedewerker bij een van de letterenfondsen. Samen met Enno Endt schreef ze een woordenboek van het Bargoens. In 1990 promoveerde Frerichs aan de Universiteit Utrecht (toen nog 'Rijksuniversiteit Utrecht') op een proefschrift over de ontstaansgeschiedenis van Nescio's boek De Uitvreter.

## Persoonlijk
Frerichs woont in Edam. Ze was getrouwd met Gerard van Westerloo, met wie zij een zoon kreeg, en later met Enno Endt, tot zijn plotselinge overlijden in 2007.